# タトラRT6N1
タトラRT6N1は、かつてチェコのプラハに存在したČKDタトラが製造した路面電車車両（タトラカー）。バリアフリーに対応した部分超低床電車として設計されたが、信頼性の低さやČKDタトラの破産により短期間かつ少数の生産に終わった。

## 概要
1984年、スイスのジュネーヴ市電にBe4/6形電車が登場して以降、ヨーロッパ各地の路面電車では床上高さを低くする事で乗降が容易となる超低床電車が大きな注目を集めていた。その中で、ビロード離婚を経てチェコスロバキアから分離したチェコ各地の路面電車事業者でも、近代化を行う過程で超低床電車の導入が望まれるようになった。それを受け、チェコスロバキア時代から長年に渡って路面電車車両の製造を行っていたČKDタトラが開発したのがRT6N1である。
両端に主電動機を有する動力台車が設置された3車体連接車で、運転台は片側のみに設置されている。車体は全溶接構造の鋼製で、先頭部と後方はラミネート加工によって作られている。車内は動力台車を除いた全体の63％が床上高さ350 mmの低床構造となっており、車体長が短い中間車体には車軸がない独立車輪方式のボギー台車が設置されている。前後車体に3箇所づつ設置された乗降扉のうち低床部には2箇所に両開き式のものが設置されている他、下部には収納式スロープが存在するため、車椅子やベビーカーでも容易に乗降可能である。デザインはインダストリアルデザイナーのパトリック・コタスが手掛けたものである。
動力台車には2基の主電動機が枕木と平行に設置されており、歯車や自在継手を介して車軸に動力が伝達される（平行カルダン駆動方式）。試作車の制御装置はGTO素子を用いた「TV10」が用いられた一方、量産車はIGBT素子を使った「TV14D」が採用されている。中間車体に設置された集電装置（シングルアーム式パンタグラフ）を含め、電気機器の一部は屋根上に搭載されている。。

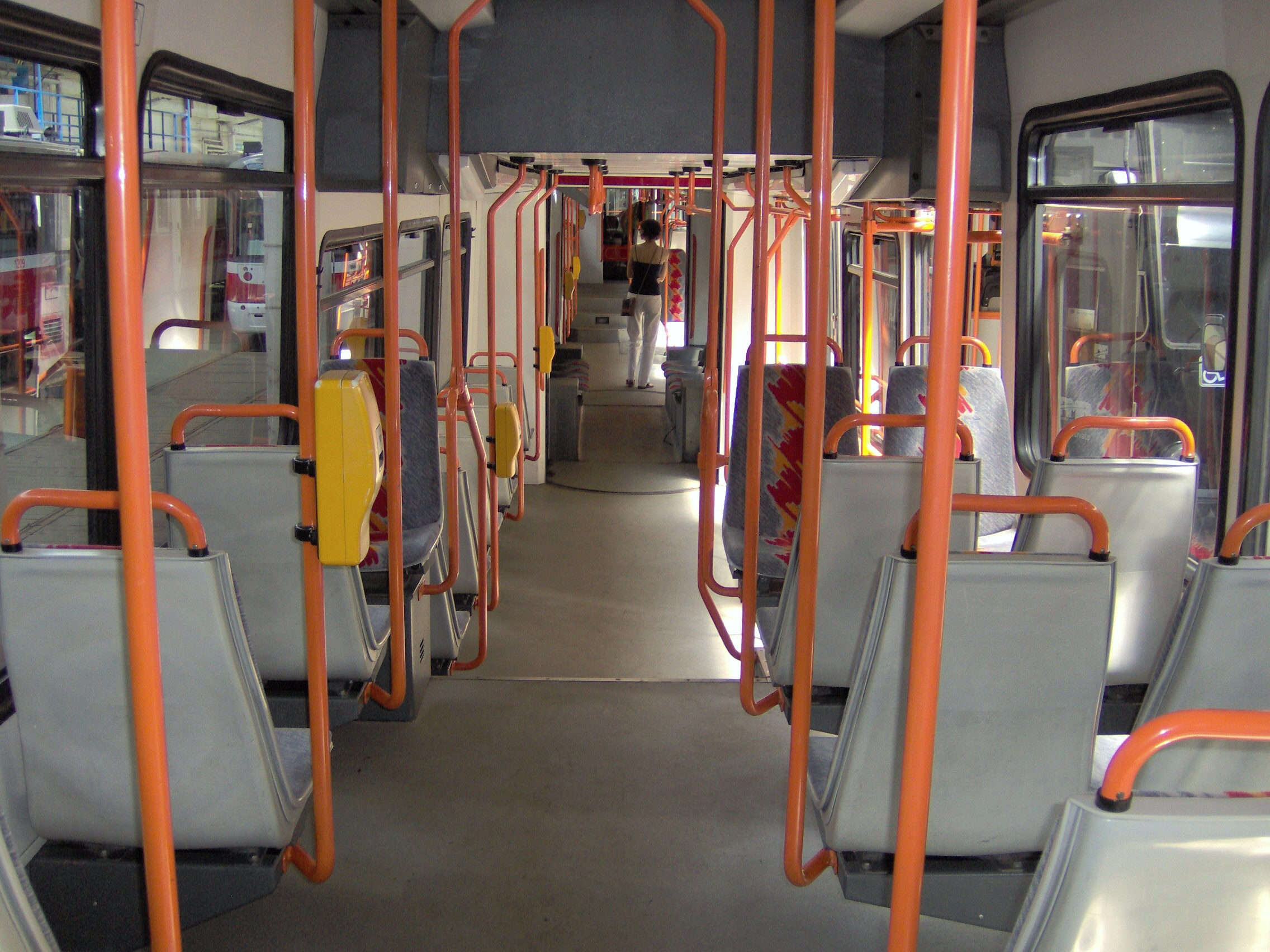
車内
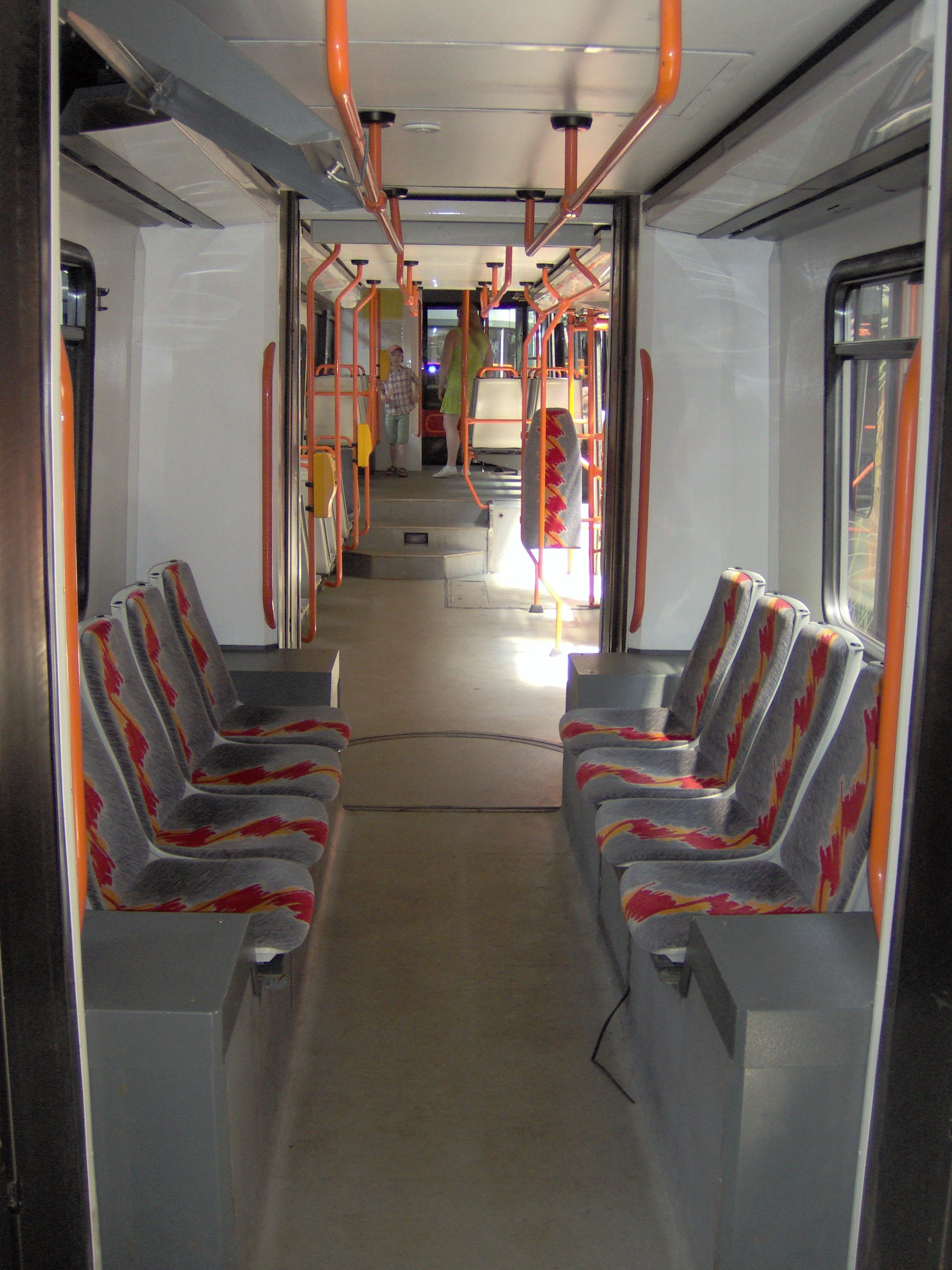
車内（中間車体）
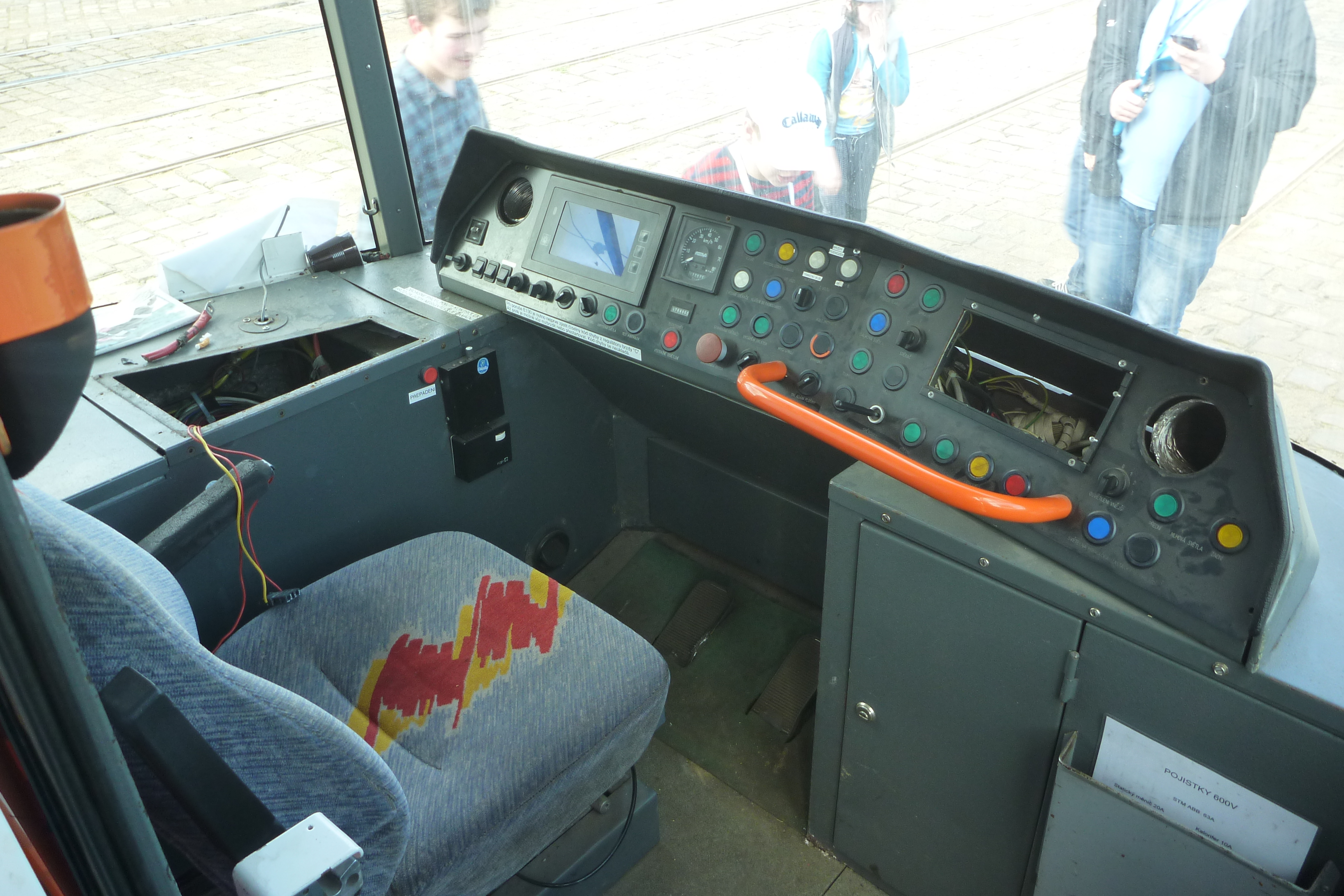
運転台
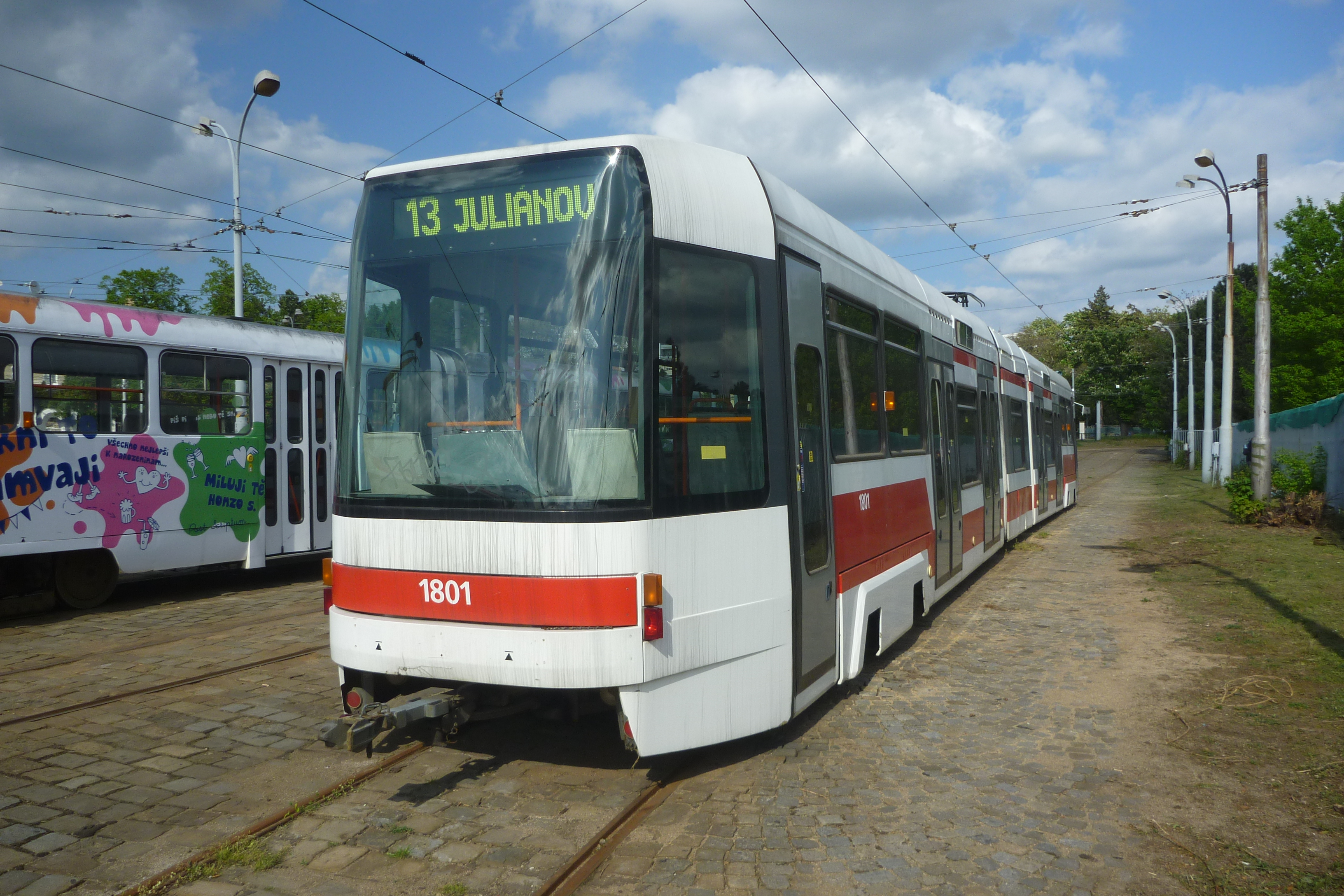
後方車体には運転台が存在しない
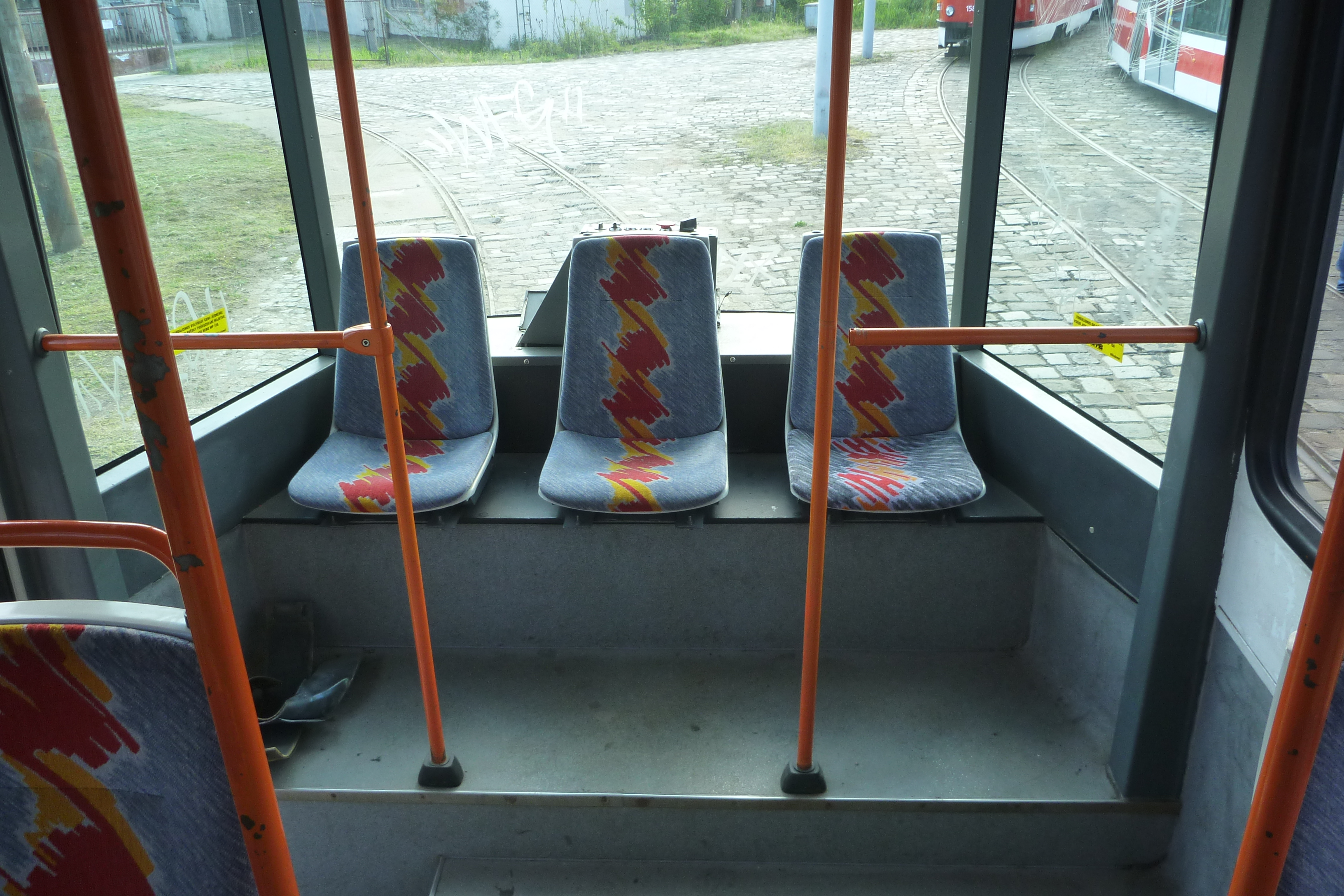
後方には3人分の座席が存在する
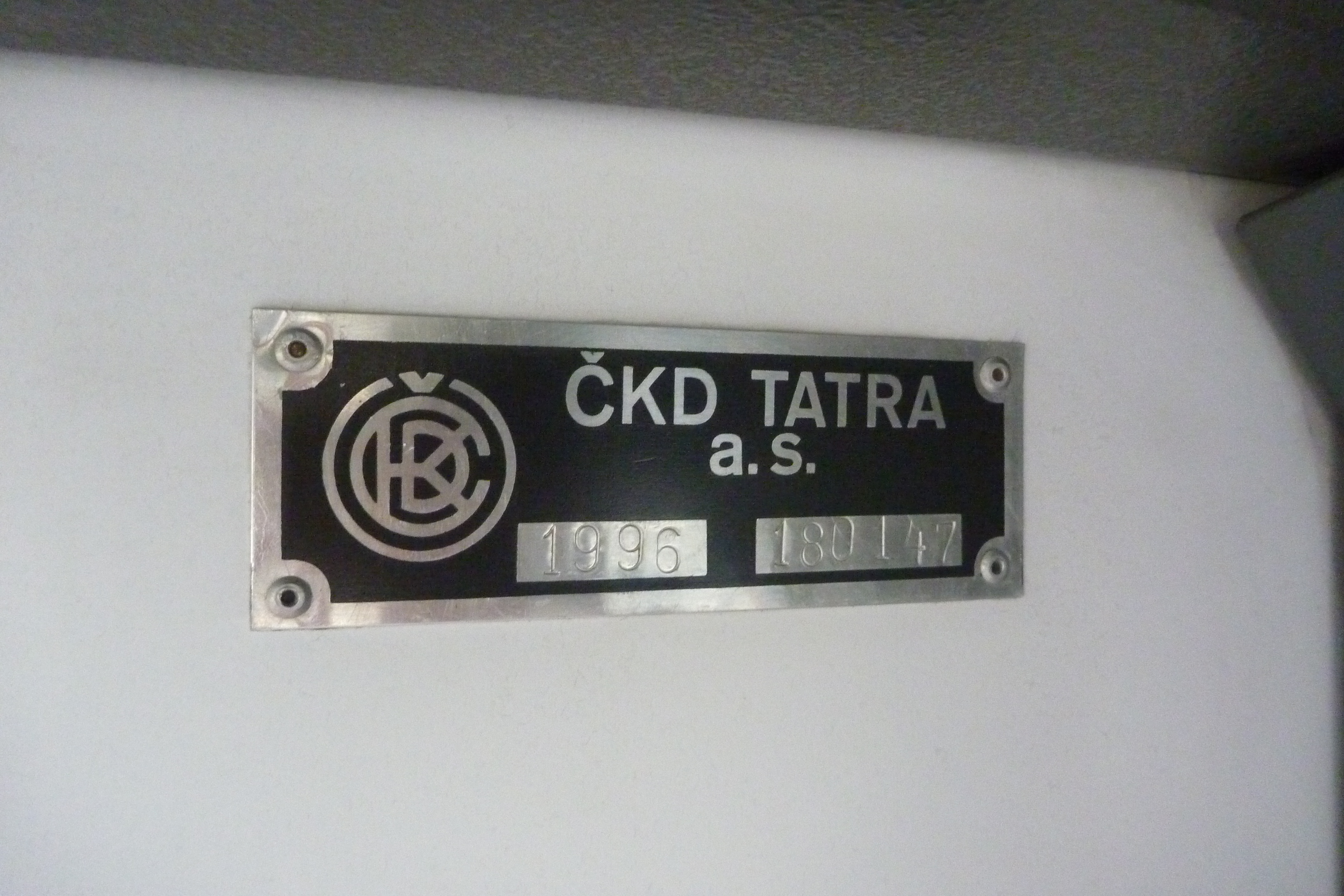
「ČKDタトラ」の銘板

## 運用
RT6N1は試作車を経て1997年にチェコとポーランドの3都市の路面電車に導入されたが、中央車体に設置された油圧式ディスクブレーキに不具合が生じた他、乗降扉、収納式スロープ、パルスコンバータなど各部に問題が多発した。動力台車のカバーの形状変更を始めとしたČKDによる改良も行われたが、2000年に同社が倒産した事もあり、独自に大規模な修繕工事を実施したポーランド・ポズナン以外の都市からは2017年までに営業運転から撤退した。

### 試作車
試作車は1993年に完成し、ブルノで同年に開催された展示会で発表された後、翌1994年からプラハ市電を始めとしたチェコやポーランド各地の路面電車路線で試運転が実施され、特にプラハ市電では一時的に営業運転に投入された時期もあった。試運転は1999年まで行われ、以降はプラハにあるČKDの工場に返却されたが、翌年に同社が倒産した事で余剰となり、博物館も含めて買い手が現れなかった結果、2002年に解体された。

### プラハ
プラハ市電には4両の量産車（9101 - 9104）が導入され、1997年から営業運転を開始したが、信頼性の低さや構造上の問題から僅か2年後の1999年に営業運転を離脱した。後述するRT6N2の改造があったものの、超低床電車の増備はシュコダ・トランスポーテーション製のシュコダ14Tや既存のタトラKT8D5の改造で行う事となり、2006年にSKDトレード（SKD Trade）を経てポーランドのモダトランスへと売却された。その後は全車ともポーランドのポズナン市電で使用される事となり、後述する「RT6 MF06 AC」への更新工事を受けた上で営業運転に投入されている。

### ブルノ

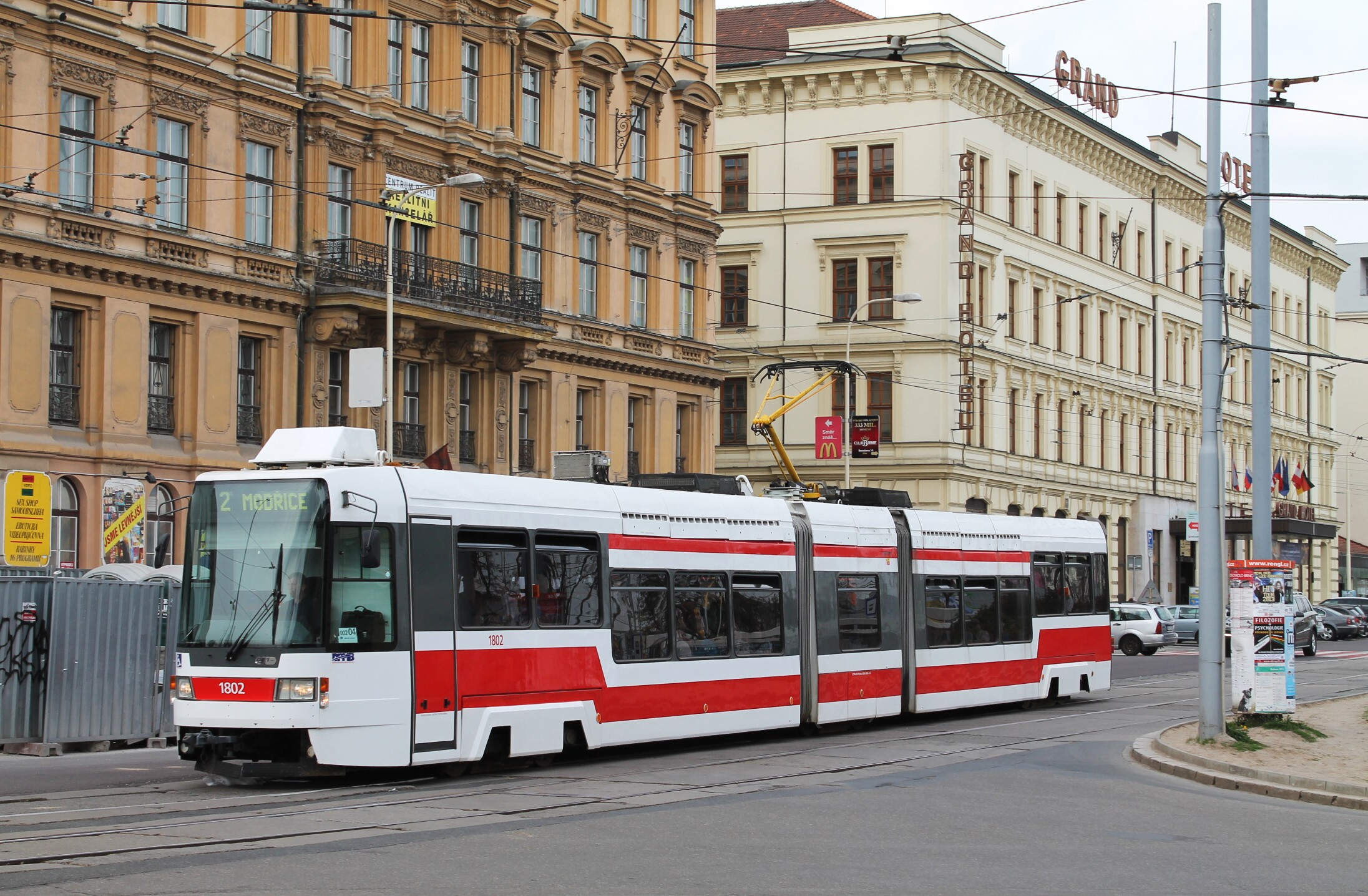
RT6N1（ブルノ、2013年撮影）

ブルノ市電には計画段階では12両が導入される予定であったが実際は1997年に導入された4両（1801 - 1804）に終わり、信頼性の低さの結果早期に休車となった。その後、1両（1804）を部品取り車両に転用する事で予備部品を確保し、2008年以降残りの3両が営業運転に復帰したものの、保留車を含めても4両のみの異端車であったため最終的に引退が決定し、2014年から2016年の間に営業運転を離脱した後2017年をもって廃車された。
この全車廃車に先立つ2015年に部品取り用として残存していた1804がポーランドのモダトランスに売却され、2018年には1801・1802についても同社への売却が実施された。残された1803については同年以降ブルノ技術博物館で静態保存されており、チェコ国内に残存する唯一のRT6N1となっている。

### ポズナン

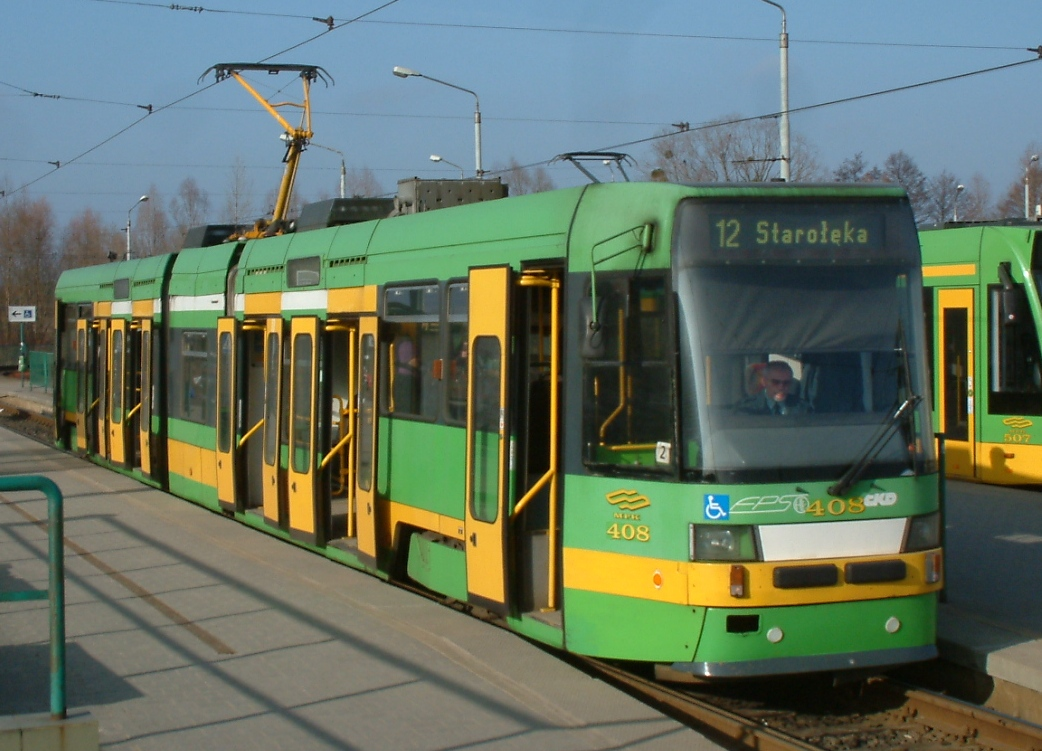
RT6N1（ポズナン）

ポーランドの都市・ポズナンで公共交通機関を運営するポズナン市交通局は、ポズナン市電の路線延伸やバリアフリー向上を目的とした入札を実施し、1996年にポズナンの機械メーカーであるH.ツェギェルスキ・ポズナン（HCP）とČKDのコンソーシアムが契約を獲得した。10両のRT6N1が発注されたものの、生産の遅れによりČKDから完成状態で納入されたのは最初の5両（1997年製）のみで、残りの車両（1998年製）はHCPによる最終組み立てが行われた。
営業運転開始は1997年からであったが、チェコ向けの車両と同様に故障が頻発した事から、HCPの工場内での電気機器や制動装置の見直しなど大規模な修繕が1999年まで行われた他、走行路線についてもプラットホームの幅を狭くする対応工事が実施された。その結果信頼性が大きく向上し、チェコの同型車両が営業運転を離脱した2020年現在も全車とも現役で使用されている。また、2014年以降は後述する「RT6 MF06 AC」への近代化工事が実施されている。

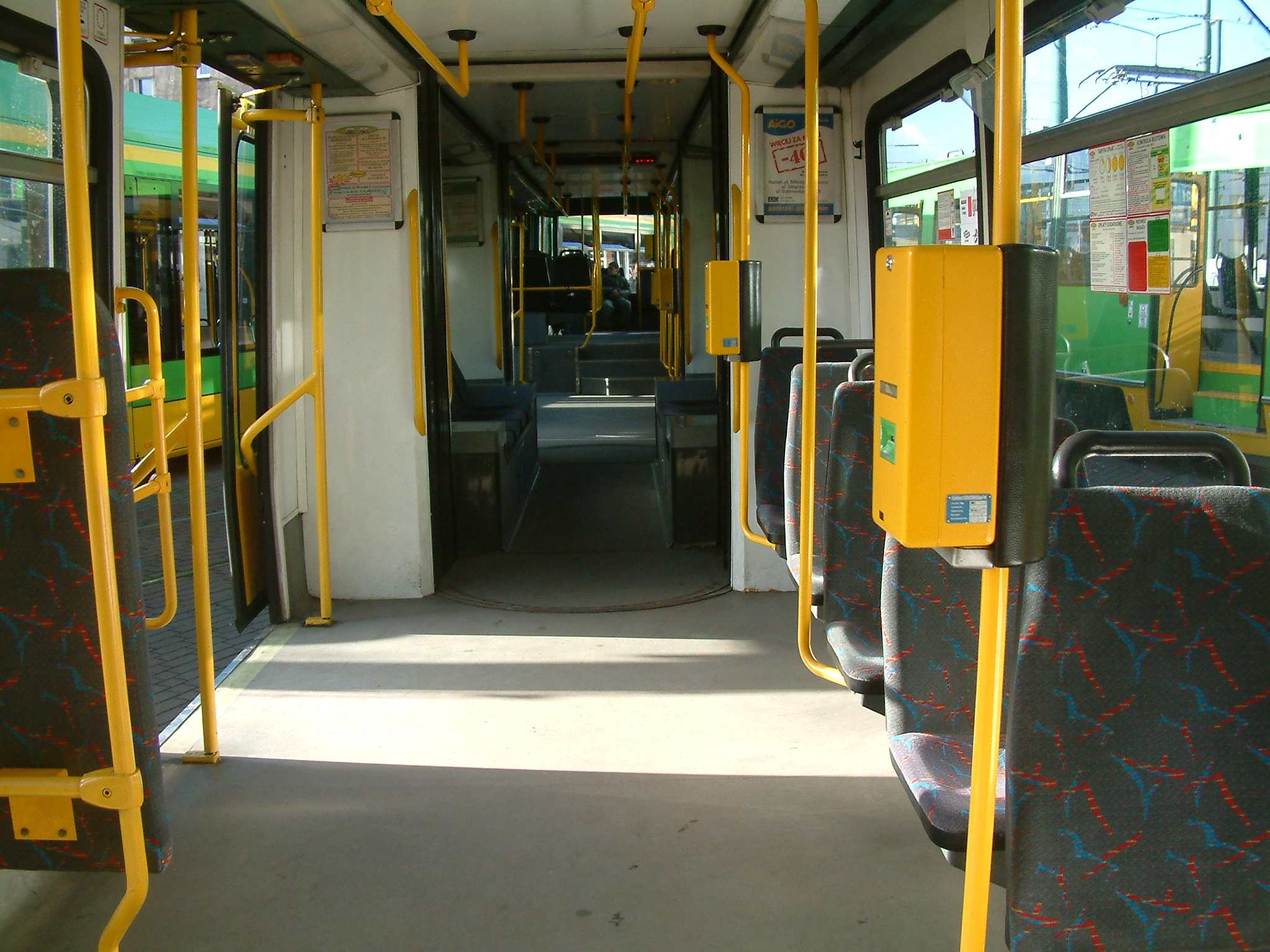
車内（ポズナン）
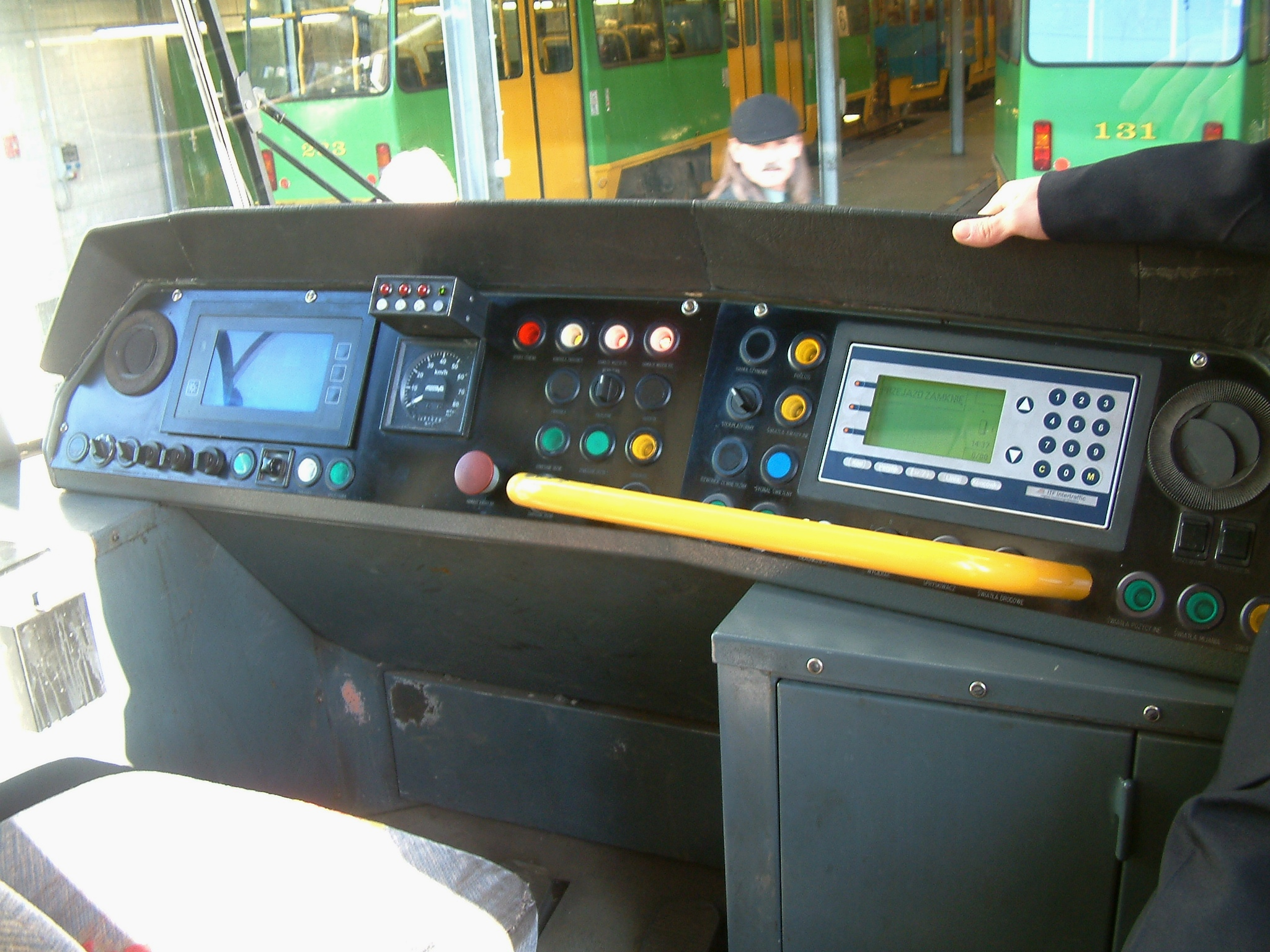
運転台（ポズナン）
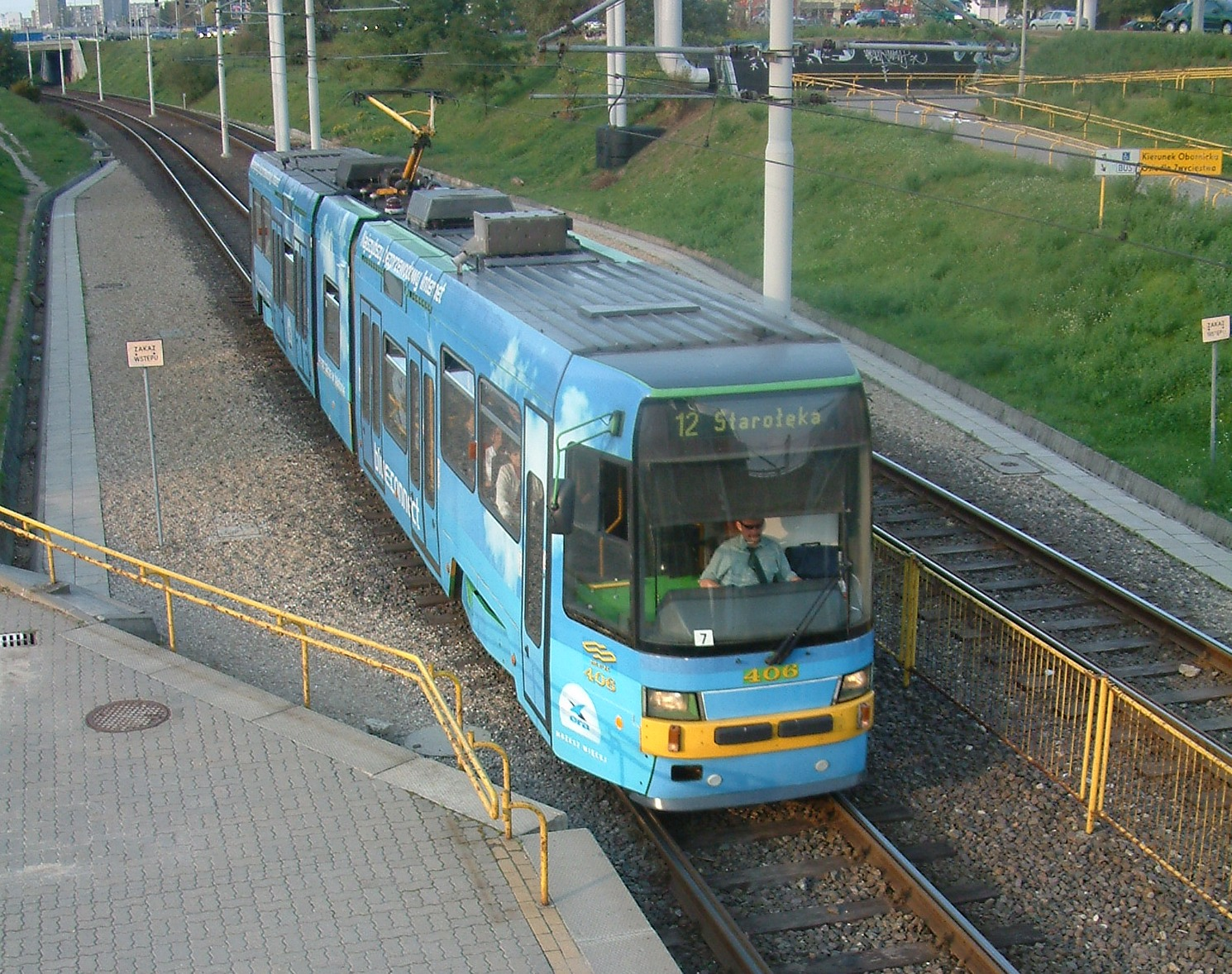
全面広告塗装

## 改造

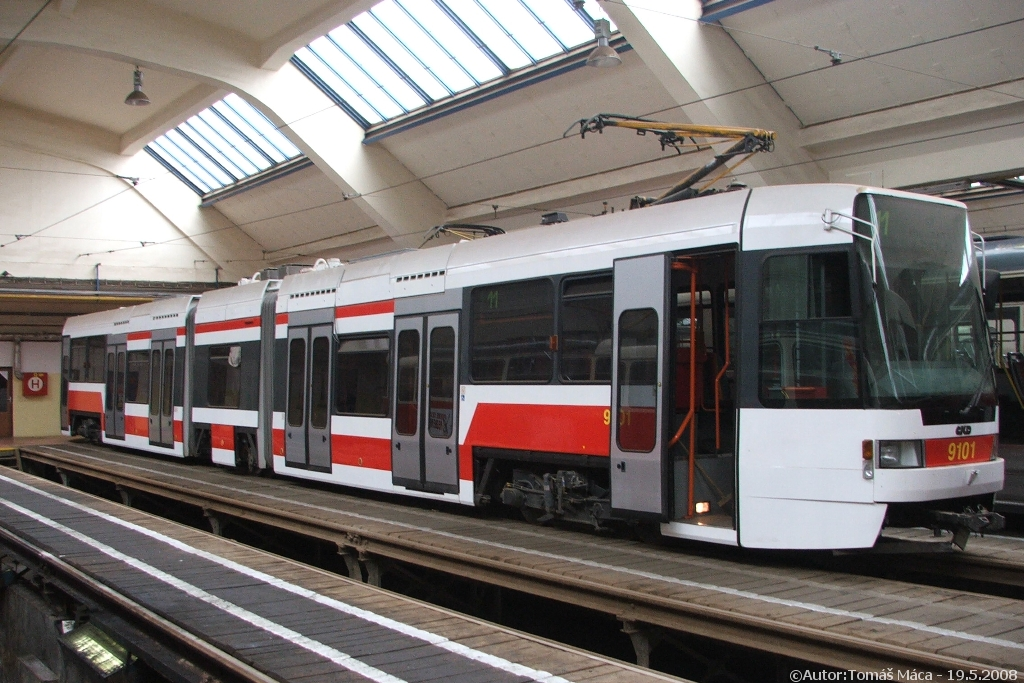
RT6N2

- RT6N2 - 営業運転から離脱していたプラハ市電のRT6N1に対し、電気機器をチェコ・セゲレツ（Cegelec a.s.）が手掛けるIGBT素子の電機子チョッパ方式を用いた「TVプログレス（TV Progress）」に交換した形式。故障が頻発していた制動装置の改造も行われた他、パンタグラフが中央車体から先頭車体に移設された。パルス・ノヴァ（Pars Nova a.s.）によって2003年に1両の改造が行われたが、試運転時に機器の損傷が相次ぎ、以降も回路のショートや制動装置の停止などの不具合が続いた事で営業運転に投入される事はなかった。その後はポズナン市電に譲渡されたが、運用開始に先立ち次に述べるRT6 MF06 ACへの改造が行われている[1][12][15][16]。

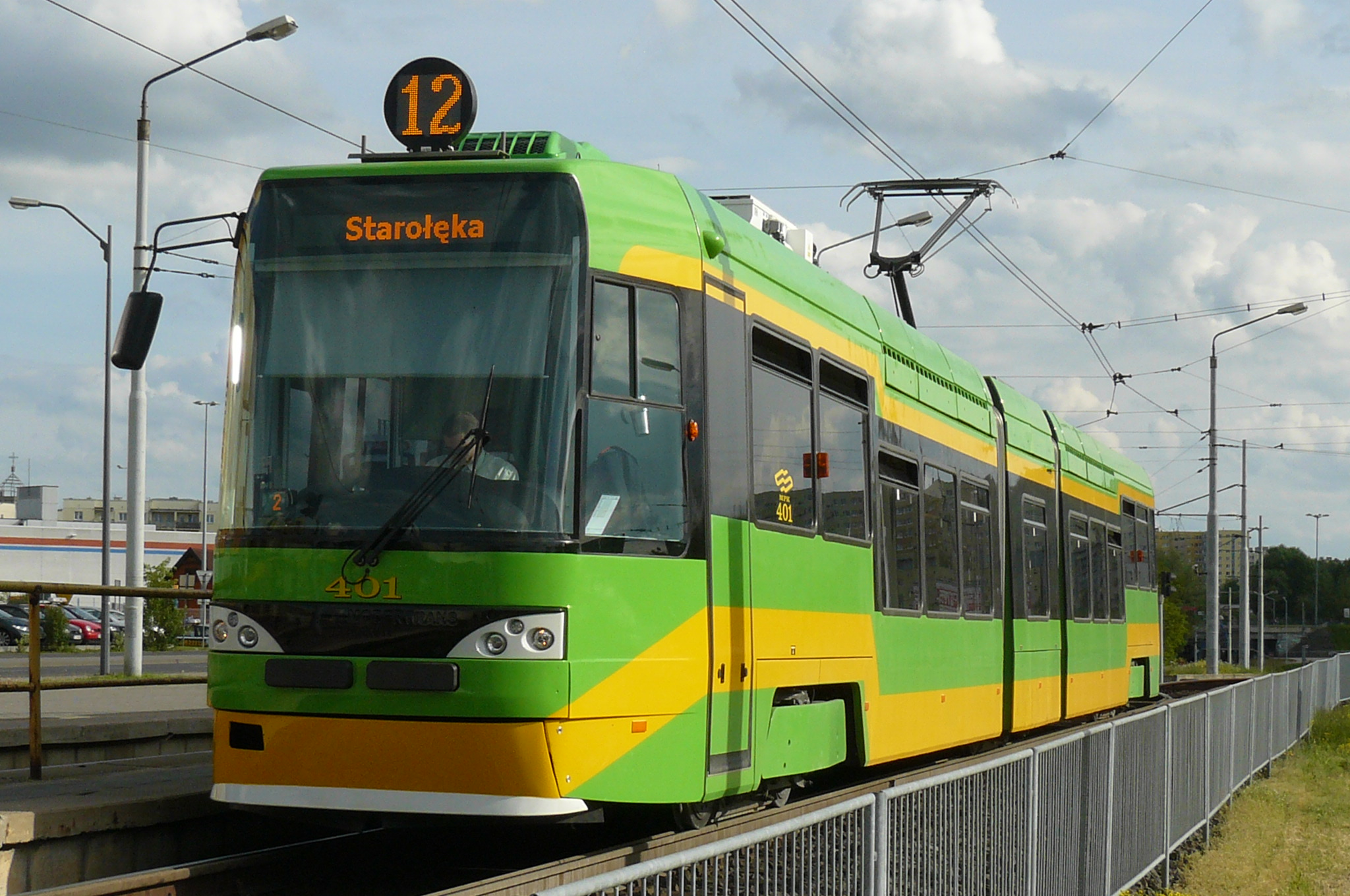
RT6 MF06 AC

- RT6 MF06 AC - ポズナン市電が所有するRT6N1に対し、ポーランドのモダトランスによる更新工事が実施された車両。車体の修繕のみならず床面や座席の交換、監視カメラや車内案内表示装置の設置、運転台および先頭形状の更新、運転席の空調装置の搭載などの近代化工事が施され、走行機器についてもVVVFインバータ制御方式に適合したものに交換された。2011年にプラハ市電から譲渡された1両が試験的に改造された後、2014年 - 2015年に全10両が同様の改造を受けた。元プラハ市電の残り3両についても、営業運転投入に先立ちRT6 MF06 ACへの改造工事を行っている[5][11][3][12][17][18]。